# Liang Wenbo
Dans ce nom chinois, le nom de famille, Liang, précède le nom personnel Wenbo.
Pour les articles homonymes, voir Liang.
Liang Wenbo (chinois : 梁文博, pinyin : Liáng Wénbó), né le 5 mars 1987 à Zhaodong, Heilongjiang, est un joueur de snooker chinois, professionnel de 2004 à 2023.
Il remporte son premier tournoi classé le 16 octobre 2016 à l'Open d'Angleterre. Liang compte aussi deux finales perdues dans cette catégorie de tournois, dont une finale au Masters de Shanghai, à l'âge de 21 ans. L'autre avait été disputée lors du championnat du Royaume-Uni 2015. En 2011 et en 2017, il remporte également la coupe du monde par équipes, avec la Chine.
Sa carrière prend brutalement fin en juin 2023, lorsque la WPBSA l'annonce coupable (sentence décidée par une commission disciplinaire indépendante) d'avoir truqué plusieurs matchs, d'avoir incité d'autres joueurs à en truquer et de ne pas avoir contribué au bon déroulement de l'enquête. Il est alors suspendu à vie du monde du snooker professionnel.

## Carrière

### Début de carrière très prometteur (2004-2008)
Liang devient professionnel en 2004, en jouant sur le circuit du challenge, deuxième division du circuit mondial. Il prend la 104e place du circuit, sur 168 joueurs engagés. Malgré cette performance, il reçoit une invitation pour le circuit principal, en partie grâce à sa victoire au championnat du monde amateur en 2005. 2006 voit sa première qualification pour un tournoi classé, à l'Open du pays de Galles, où il bat Nigel Bond au premier tour (5-0), avant d'être sorti par Graeme Dott (5-3). Le reste de la saison 2005-2006 est pauvre en résultats. Liang ne franchit plus les qualifications. Il termine la saison 78e, une place éliminatoire. Il est sauvé de la relégation par son classement parmi les qualifiés de l'année, classé parmi les huit premiers débutants de la saison.
Liang réalise des progrès lors de la saison 2006-2007, progressant au deuxième tour de qualification, sinon mieux, de chacun des tournois classés de la saison. Il se qualifie pour le Grand Prix où il enregistre une victoire sur le septuple champion du monde, Stephen Hendry (3-0). Pour la deuxième année consécutive, il parvient à rejoindre le tableau final de l’Open du pays de Galles, où il retrouve, comme l'année précédente, Nigel Bond. Liang ne réitère pas sa performance de l'année précédente, et il s'incline par 5-3. Liang termine la saison 66e du classement mondial.
Le début de la saison 2007-2008 est plus compliqué pour le jeune chinois, qui manque de justesse la qualification pour le Masters de Shanghai et la finale du Grand Prix. Il parvient tout de même au premier tour du trophée d'Irlande du Nord, mais perd contre Gerard Greene, qui jouait à domicile (5-2). La suite de la saison est une série d'éliminations en qualifications pour Liang, qui perd contre des joueurs souvent mois bien classés que lui. Malgré une saison décevante, il se qualifie pour le championnat du monde 2008. Liang fait une entrée remarquée au championnat du monde de 2008, en dedans et en dehors du plan sportif. Il est le troisième joueur chinois de l'histoire, qualifié pour un championnat du monde, après Ding Junhui et Liu Chuang. Pour son match du premier tour, il affronte Ken Doherty. Avant le match, Liang manque son entrée, en apparaissant dans l'arène juste après les officiels, au lieu d'attendre d'être annoncé. Obligé de retourner en coulisses en attendant d'être appelé, il est chaudement accueilli à son retour par le public de Sheffield, amusé par l'incident. Mis en confiance, Liang remporte son match contre le champion du monde 1997, 10-5. Au deuxième tour, contre Joe Swail, de petits incidents viennent cimenter le soutien du public envers Liang. Il empoche une bille accidentellement, en ouvrant le paquet de rouges, et ne s'en étant pas rendu compte, retourne à son siège. Ce n'est qu'après que Swail le lui ait fait remarquer que Liang revient à la table devant un public amusé. Plus tard, dans la vingt-troisième manche, menant 12-10, Liang célèbre la victoire après avoir empoché la bille de match. Mais Swail revient dans la partie grâce à un snooker et remporte la manche suivante pour égaliser à 12-12. La manche décisive apporte une controverse qui vient ternir le tableau. Liang, après deux breaks de 34 et 30, est snooké sur une bille jaune. Il manque son premier coup de désnookage, passant par les bandes. En replaçant la bille blanche, l'arbitre commet une erreur en donnant un angle légèrement meilleur à Liang, qui peut ainsi toucher la bille jaune directement. Swail, furieux, déplore après le match l'amateurisme de Liang qui selon lui aurait dû signaler l'erreur de l'arbitre avant de jouer le coup. Certains joueurs prennent la défense de Liang, pointant du doigt le fait que Swail ait donné son consentement à l'arbitre avant le coup, et qu'on ne pouvait pas reprocher à l'un ou l'autre de ne pas avoir pu garder les idées claires devant l'enjeu. En quart de finale, Liang affronte Ronnie O'Sullivan. Il se maintient à hauteur de l'Anglais le temps d'une session (4-4), avant que ce dernier ne prenne l'ascendant sur le reste de la partie et l'emporte 13-7. Son élimination en quart de finale rapporte 5 000 points à Liang, qui accède à la 40e place mondiale. De ce fait, le processus de qualification est réduit de quatre à deux matchs.

### Révélation difficile (2009-2014)
La saison 2008-2009 est décevante pour Liang qui ne se qualifie pour des tournois classés qu'en quatre occasions seulement, sans jamais dépasser le premier tour. Le début de la saison 2009-2010 est en revanche brillant. Il remporte un tournoi non classé en juillet 2009 à Pékin, battant en finale l'Écossais Stephen Maguire (7-6). Au Masters de Shanghai 2009, il bat quatre joueurs anglais (Peter Ebdon, Ali Carter, Ricky Walden et Shaun Murphy), mais s'incline en finale face au cinquième, Ronnie O'Sullivan (10-5). Liang poursuit sur sa lancée au championnat du Royaume-Uni. Avec deux victoires contre Ryan Day et Mark King, il se qualifie pour les quarts de finale, puis s'incline lourdement contre John Higgins (9-2). En fin de saison, il retrouve Ronnie O'Sullivan au premier tour du championnat du monde 2010 et perd de nouveau, 10-7. Il entre ainsi pour la première fois de sa carrière dans le top 16.
Les trois saisons suivantes sont anecdotiques pour Liang, qui ne se qualifie que pour douze des trente tournois classés au programme. Il réalise sa meilleure performance, un deuxième tour, à l'Open d'Australie 2011. Entré au top 16 au terme de la saison 2009-2010, il figure au 37e rang à la fin de l'exercice 2011-2012.

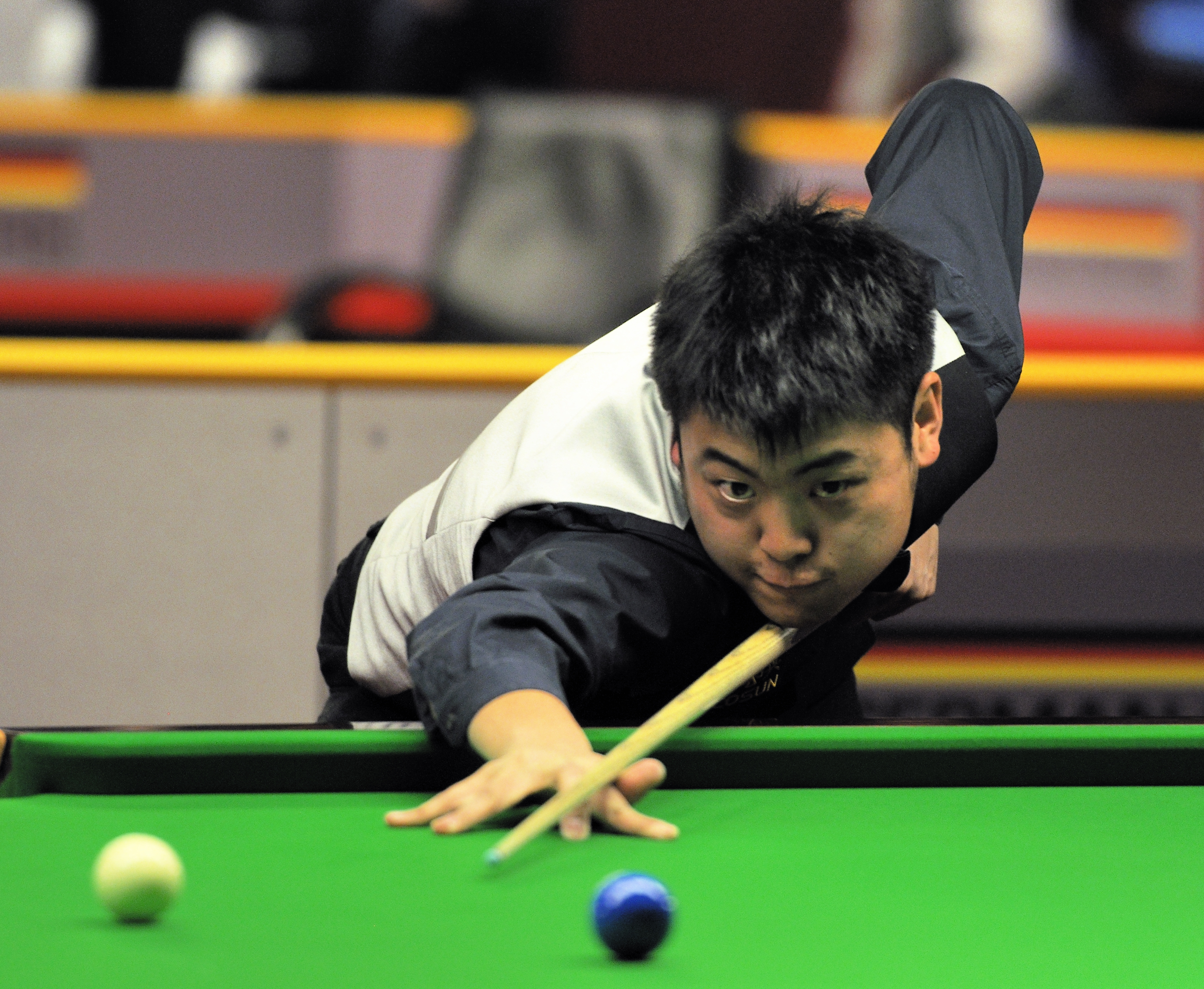
Liang Wenbo au Masters d'Allemagne 2014.

### Meilleures années (2015-2022)
Au championnat du Royaume-Uni, il atteint la finale de l'une des plus grandes compétitions de snooker, opposé à Neil Robertson, il s'incline 5-10 . En 2015, il participe également aux Masters pour la première fois. Il y est éliminé au premier tour. Aussi en 2015, il est demi-finaliste au Masters d'Allemagne.
Liang Wenbo remporte son premier titre à l'Open d'Angleterre le 16 octobre 2016, contre Judd Trump (9-6). Cette même saison, il participe à nouveau au Masters et crée la sensation au premier tour face à Ronnie O'Sullivan puisqu'il le devance et mène 5-4, mais finit par perdre 6-5. Wenbo rallie aussi les quarts de finale à l'Open d'Écosse et les demi-finales au Grand Prix mondial. Il signe ainsi la saison la plus complète de sa carrière et obtient son meilleur classement : no 11.
Wenbo ne parvient pas à confirmer ses résultats des deux années précédentes, depuis sa demi-finale au Grand Prix mondial 2017. Il ne dépasse plus le stade des huitièmes de finale dans un tournoi classé et chute au classement en terminant la saison 2018-2019 au 41e rang mondial. C'est la première fois depuis 2012 que Liang sort du top 32. Lors des qualifications du championnat du monde 2018, il réalise un break de 147 au cours de son match qui l'opposait à l'Anglais Rod Lawler. Deux manches plus tard, Liang manque de peu d'établir un record en ratant la noire finale pour un second 147, ce qui aurait été inédit au cours d'un seul match. 
Il se ressaisit la saison suivante, atteignant par deux fois les quarts de finale de tournois classés, lors du championnat du Royaume-Uni et de l'Open de Gibraltar. Pendant la saison 2020-2021, il ne dépasse pas le troisième tour. Pourtant, son classement remonte à la 27e place. Il dispute une nouvelle demi-finale de tournoi de classement, sa première en cinq ans, lors du Masters d'Europe 2022. Il y est battu par Ronnie O'Sullivan (6-2).  

### Multiples affaires et fin de carrière
Le 20 juillet 2021, Liang est filmé en train d'agresser une femme au cours d'une dispute dans le centre-ville de Sheffield. En avril 2022, il est condamné à une peine d'intérêt général de douze mois, ainsi qu'à une amende de 1 380 £. Dans la foulée, il est interdit par sa fédération de participer au championnat du monde et est suspendu du jeu jusqu'au 1er août 2022. La WPBSA lui impose aussi de payer une amende de 1 000 £.
Seulement quelques mois après, le 27 octobre 2022, Liang Wenbo est de nouveau suspendu par sa fédération, cette fois-ci accusé d'être impliqué dans une affaire de matchs truqués aux côtés de neuf autres joueurs chinois. L'un d'entre-eux, le jeune Chang Bingyu, affirme avoir été menacé par Liang afin de perdre volontairement son match qui l'oppose à Jamie Jones à l'Open de Grande-Bretagne, sur le score de 4 à 1. En janvier 2023, Liang est accusé d'être impliqué dans plusieurs matchs truqués et d'inciter d'autres joueurs à arranger leurs matchs.
En juin 2023, il est banni à vie du monde du snooker professionnel.

## Palmarès

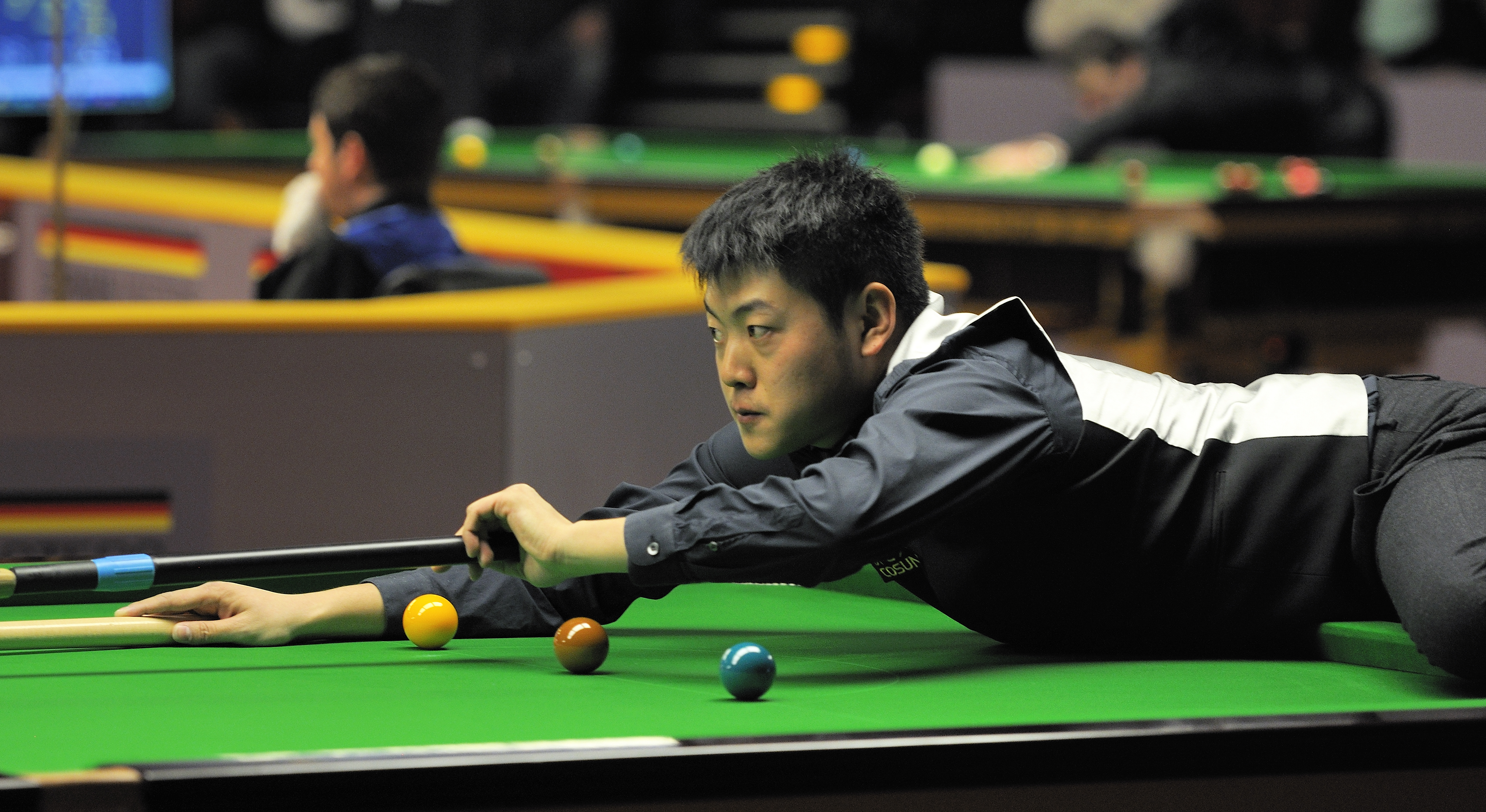
Liang Wenbo en 2014.

| Légende | Catégorie                      | Titres                         | Finales                        |
|         | Tournois classés               | 1                              | 2                              |
|         | Tournois classés mineurs       | 1                              | 2                              |
|         | Tournois non classés           | 1                              | 2                              |
|         | Tournois en équipes            | 5                              | 2                              |
|         | Tournois pro-am                | 0                              | 2                              |
|         | Tournois alternatifs           | 0                              | 2                              |
|         | Tournois amateurs              | 1                              | 0                              |
| Gras    | Tournois de la triple couronne | Tournois de la triple couronne | Tournois de la triple couronne |

### Titres

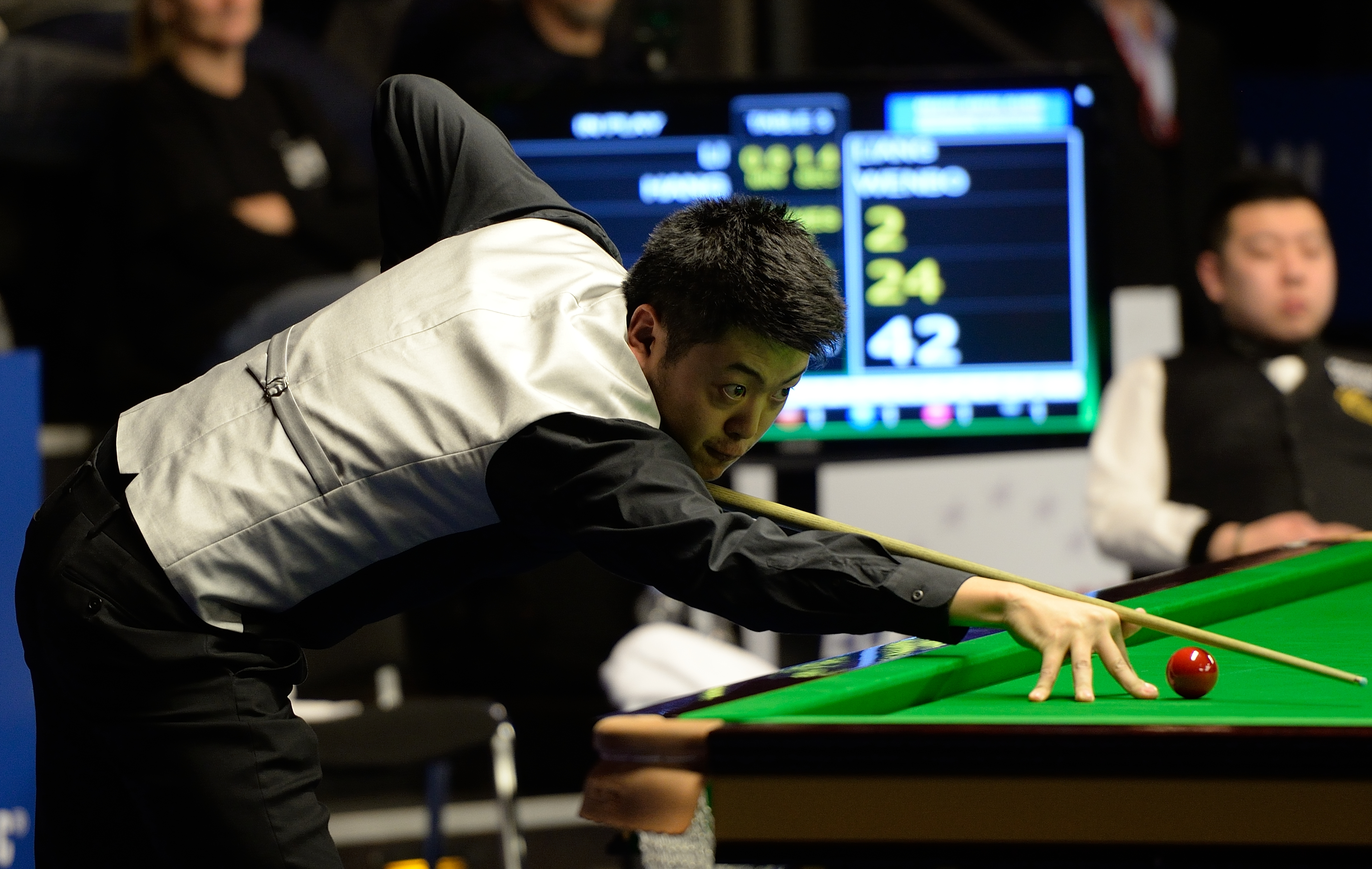
Liang Wenbo (2015).

| Saison    | Nom du tournoi                                   | Lieu       | Finaliste                        | Score | Tableau |
| 2005      | Championnat du monde amateur des moins de 21 ans | Manama     | Tian Pengfei                     | 11-9  |         |
| 2006-2007 | Jeux asiatiques                                  | Doha       | Hong Kong                        | 3-0   | Tableau |
| 2009-2010 | Challenge international de Pékin                 | Pékin      | Stephen Maguire                  | 7-6   |         |
| 2010-2011 | Jeux asiatiques (2)                              | Canton     | Inde                             | 3-1   | Tableau |
| 2011-2012 | Coupe du monde                                   | Bangkok    | Irlande du Nord                  | 4-2   |         |
| 2013-2014 | Jeux asiatiques en salle                         | Incheon    | Athlètes olympiques indépendants | 3-2   |         |
| 2013-2014 | Open de Zhengzhou                                | Zhengzhou  | Lyu Haotian                      | 4-0   | Tableau |
| 2016-2017 | Open d'Angleterre                                | Manchester | Judd Trump                       | 9-6   | Tableau |
| 2017-2018 | Coupe du monde (2)                               | Wuxi       | Angleterre                       | 4-3   | Tableau |

### Finales perdues
| Saison    | Nom du tournoi                                 | Lieu        | Finaliste          | Score | Tableau |
| 2006      | Jeux asiatiques                                | Doha        | Ding Junhui        | 2-4   |         |
| 2009-2010 | Coupe générale                                 | Hong Kong   | Ricky Walden       | 2-6   |         |
| 2009-2010 | Masters de Shanghai                            | Shanghai    | Ronnie O'Sullivan  | 5-10  | Tableau |
| 2009-2010 | Jeux asiatiques en salle (à six billes rouges) | Hanoï       | Xiao Guodong       | 2-5   |         |
| 2010-2011 | Masters de la Rhin-Main                        | Rüsselsheim | Marcus Campbell    | 0-4   | Tableau |
| 2011      | Trophée HK (printemps)                         |             | Cao Yupeng         | 5-6   |         |
| 2013-2014 | Jeux mondiaux                                  | Cali        | Aditya Mehta       | 0-3   |         |
| 2013-2014 | Open de Dongguan                               | Dongguan    | Stuart Bingham     | 1-4   | Tableau |
| 2015-2016 | Championnat du monde à six billes rouges       | Bangkok     | Thepchaiya Un-Nooh | 2-8   | Tableau |
| 2015-2016 | Championnat du Royaume-Uni                     | York        | Neil Robertson     | 5-10  | Tableau |
| 2017-2018 | Challenge Chine - Grande-Bretagne              | Shenzhen    | Grande-Bretagne    | 9-26  | Tableau |
| 2019-2020 | Coupe du monde                                 | Wuxi        | Écosse             | 0-4   | Tableau |